# Tetraponera monardi
Tetraponera monardi är en myrart som först beskrevs av Santschi 1937.  Tetraponera monardi ingår i släktet Tetraponera och familjen myror. Inga underarter finns listade i Catalogue of Life.